# Козак, Роман Николаевич
Роман Николаевич Козак (укр. Роман Миколайович Козак; род. 16 июня 1957, село Болотня, Перемышлянский район, Львовская область) — украинский политик.

## Биография
С 1978 до 1984 года Роман Козак учился во Львовском лесотехническом институте, получил квалификацию инженера. Был председателем политической партии «Организация украинских националистов в Украине».
С 9 июля 2004 по 14 сентября 2005 года работал на должности заместителя начальника Государственной инспекции по контролю за охраной, защитой, использованием и воспроизведением лесов Министерства охраны окружающей природной среды.
Является основателем и президентом благотворительного фонда «Воплощения Божественной Любви»
Женат, жена Козак А. М. — научный сотрудник Львовского медицинского университета, имеет четырёх детей.

## Политическая деятельность

### Выборы Президента Украины (2004)
Выдвинут Организацией Украинских Националистов для участия в выборах президента Украины 2004. Известен своим предвыборным выступлением, во время которого обвинил Виктора Ющенко в том, что его жена имеет американское гражданство: «Господин Ющенко, Ваша жена — американка!». Получил 0,02 % голосов (8360 голосов).

### Другие действия
Был оппонентом мэра Львова Любомира Буняка, собирал подписи за его отставку летом 2004 года.
По данным газеты «Украина молодая» Романа Козака исключили из партии ОУН-У 18 сентября 2004 года. Партия также подала в суд на Козака за неправомерное использование партийной символики во время президентских выборов.
11 июня 2005 года активисты обнаружили, что Роман Козак продолжает работать в Министерстве природоохраны при правительстве Юлии Тимошенко. В ответ на публикацию, Козак подал на газету «Украина молодая» в суд, требуя 1 миллион гривен возмещения за моральный ущерб.
Был кандидатом в народные депутаты на выборах в Верховную Раду 2012 года. Был выдвинут кандидатом от Партии пенсионеров в округе 191 (Хмельницкая область). Однако за 12 дней до дня голосования был снят с выборов по запросу партии